# Kaspar Gotthard
Kaspar Gotthard (* in Würzburg; † 1. September 1526) war von 1519 bis 1526 Abt des Prämonstratenserklosters Oberzell in Zell am Main.

## Oberzell vor Gotthard
Die Zeit vor dem Amtsantritt des Abtes Kaspar Gotthard war in Oberzell von mehreren gegenläufigen Entwicklungen geprägt. Das Kloster Oberzell war zu Beginn des 16. Jahrhunderts zwar das wichtigste Kloster der Prämonstratenser im Bistum Würzburg, es gelang den Mönchen allerdings nicht wirtschaftlich mit den großen Konventen in Münsterschwarzach und Ebrach gleichzuziehen. Jedoch besaß man genug Geld um unter Abt Christophorus Steffer vor 1507 die romanische Klosterkirche zu renovieren.

## Leben
Kaspar Gotthard wurde am Ende des 15. Jahrhunderts bzw. zu Beginn des 16. Jahrhunderts in Würzburg geboren. Über die Familie des späteren Abtes ist nichts bekannt, auch die schulische Ausbildung ist nicht überliefert. Wahrscheinlich besuchte Gotthard die Universität Würzburg. Als junger Mann war er wohl in den Prämonstratenserorden eingetreten und wurde Teil des Konventes von Oberzell vor den Toren seiner Geburtsstadt.
Als Abt Johannes Streuber im August 1519 starb, wurde eine Abtswahl nötig, um den Nachfolger zu bestimmen. Aus dieser Wahl ging Kaspar Gotthard als Sieger hervor. Das Einflussgebiet des Klosters lag inmitten des Hochstifts Würzburg, das bald nach dem Amtsantritt von Gotthard von den Ideen der Reformation geprägt wurde. Allerdings konnten sich die Einwohner der Klosterdörfer nicht im gleichen Maße für die neuen Ideen begeistern.
Mit der Reformation erreichten auch Ideen von bäuerlicher Gleichstellung das Hochstift. Schließlich brach der Deutsche Bauernkrieg aus. Die Bauern erreichten Oberzell am 23. April und plünderten die Abtei bis zum 29. April. Am 29. April 1525 wurde auch das abhängige Frauenkloster Unterzell von den marodierenden Bauern geplündert. Die Bauern quartierten sich in den Gebäuden des Klosters ein, wahrscheinlich war Abt Kaspar Gotthard mit dem Konvent geflohen.
Durch stetigen Zuzug von Bauern aus Karlburg sammelten sich schließlich bis zu 18.000 Aufständische, die noch von Bauern aus der Neckarregion verstärkt wurden, in den Baulichkeiten des Klosters. Sie richteten große Zerstörungen an. Gotthard erlebte noch die Niederschlagung des Aufstandes und kehrte in die zerstörten Klostergebäude zurück. Ihm gelang es allerdings nicht mehr, die Verwüstungen zu beheben, weil er am 1. September 1526 starb.